# Figi

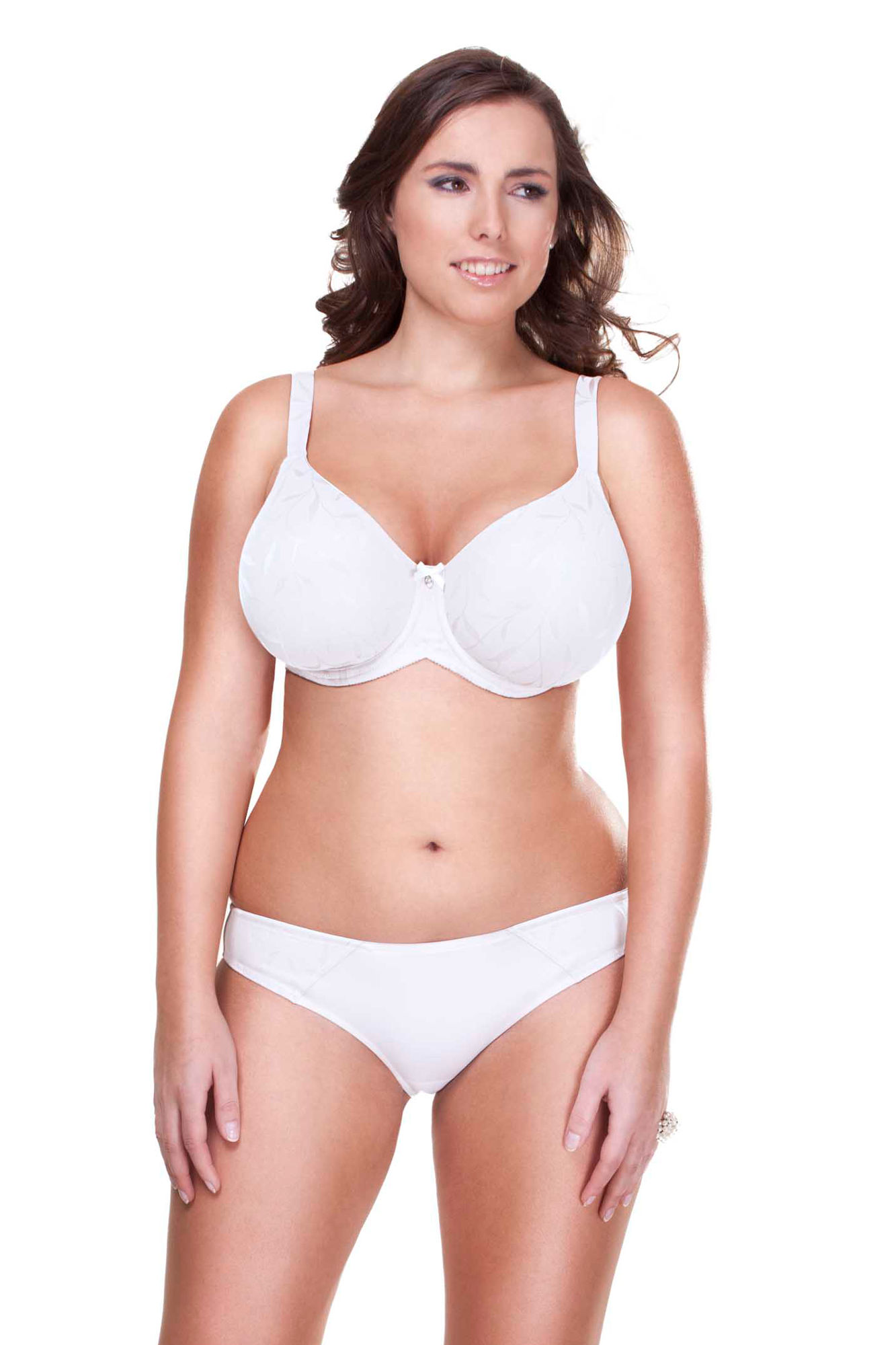
Figi jako element kompletu bielizny

Figi – rodzaj damskich majtek – bez nogawek. W górnej, najszerszej części mają wstawioną gumkę podtrzymującą figi w pasie. Dookoła otworów na nogi niekiedy również są wszyte gumki. Dolna część fig, która styka się z kroczem, zwykle składa się z dwóch warstw materiału: zewnętrznej i bardziej miękkiej wewnętrznej. Wewnętrzna warstwa może być wykonana z bawełny, która dobrze absorbuje wilgoć.
Figi mogą być ozdobione nadrukami, haftami, koronkami lub kokardkami. W zestawieniu z biustonoszem są sprzedawane jako komplet bielizny.